# PGC 2
PGC 2 je prečkasta spiralna galaksija v ozvezdju Andromede. Njen navidezni sij je 13,4m. Od Sonca je oddaljena približno 65,8 milijonov parsekov, oziroma 214,61 milijonov svetlobnih let.